# Buberow
 Buberow ist ein Ortsteil der Stadt Gransee im Landkreis Oberhavel im Norden des Landes Brandenburg.

## Geographische Lage
Das Dorf liegt südlich des Kernortes Gransee. Westlich verläuft die B 96 (= E 251), östlich fließt der Welsengraben.

## Geschichte
Buberow wurde 1325 erstmals urkundlich erwähnt. Der Name leitet sich vom slawischen bobr für Biber ab und erinnert an die wasserreiche Lage am Rande der Welsengraben-Niederung. Dort entstand die Siedlung als Rundling auf einem Geländevorsprung am Niederungsrand. Bei Grabungen wurde jedoch bereits eine Besiedlung in der Bronzezeit nachgewiesen. Um 1490 gehörte Buberow zur im Kern reichsunmittelbaren Herrschaft Ruppin der Grafen von Lindow-Ruppin. Die Dorfkirche Buberow wurde um 1500 errichtet. 
Im Dreißigjährigen Krieg wurde der Ort in den Jahren 1630 und 1638 verwüstet. Nach und nach wurden die Gebäude wiederaufgebaut; aus dem Jahr 1687 sind 30 Bauernhöfe überliefert. Da die Böden für eine Viehzucht vergleichsweise mager waren, konzentrierten sich die Bauern auf die Fischzucht sowie die Gewinnung von Brennholz. Daneben wurde erfolgreich Hopfen angebaut, so dass 1798 ein Krug eröffnete. Aus dem Jahr 1860 ist die Existenz einer Getreidemühle überliefert. 1889 fanden Bauarbeiten bei Arbeiten an der Berliner Nordbahn einen Topf mit historischen Silbermünzen, den Schatz von Buberow. Von 1905 bis 1995 besaß Buberow einen Haltepunkt an der Nordbahn, die unmittelbar am östlichen Ortrand verläuft. 
Nach dem Ende des Zweiten Weltkrieges wurde das Land im Zuge der Bodenreform neu verteilt. Einige Flächen wurden an 44 Neusiedler verteilt. 1953 gründete sich im Ort eine LPG, die sich 1960 je eine Genossenschaft zur Tier- bzw. Pflanzenproduktion aufspaltet. 1974 wurde Buberow mit dem nordöstlich gelegenen Nachbardorf Kraatz zusammengelegt, seit 1993 gehört es zum neuen Kreis Oberhavel, 1997 wurde es ein Ortsteil der Stadt Gransee. Buberow ist Mitglied in der Arbeitsgemeinschaft „Historische Dorfkerne im Land Brandenburg“.

## Sehenswürdigkeiten
- Die Dorfkirche Buberow entstand um 1500 als spätgotische Saalkirche.
- Die Gehöfte Am Rundling 12 und 14 stehen unter Denkmalschutz

## Belege
1. ↑  Statistiken – Amt Gransee und Gemeinden. Abgerufen am 9. November 2024.
2. ↑  Berliner Nordbahn auf bahnstrecken.de